# Kabelschoen

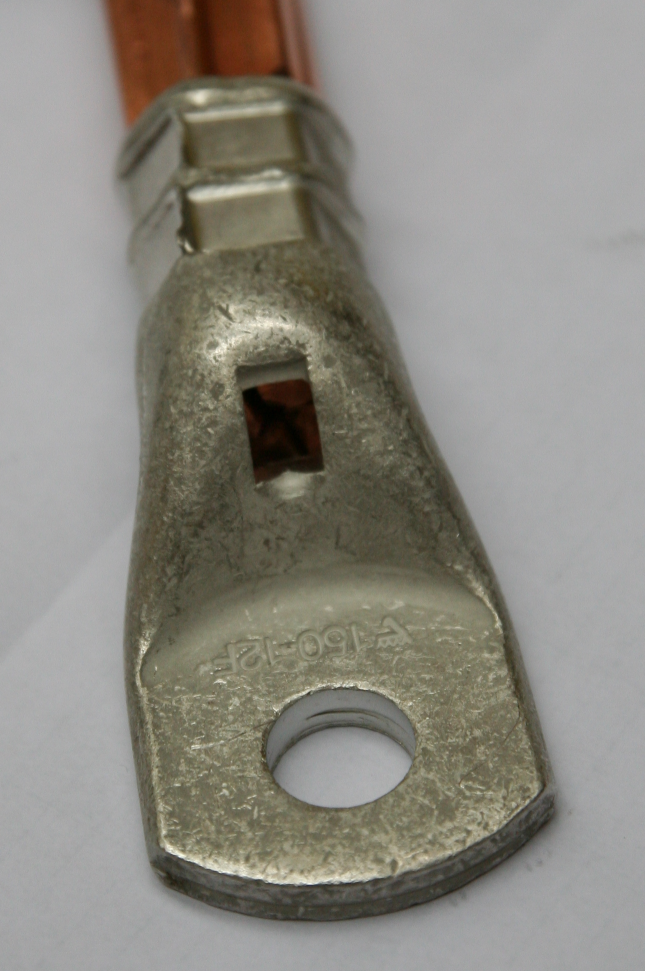
Een kabelschoen om een 150mm² kabel aan te sluiten met een M12-boutverbinding.

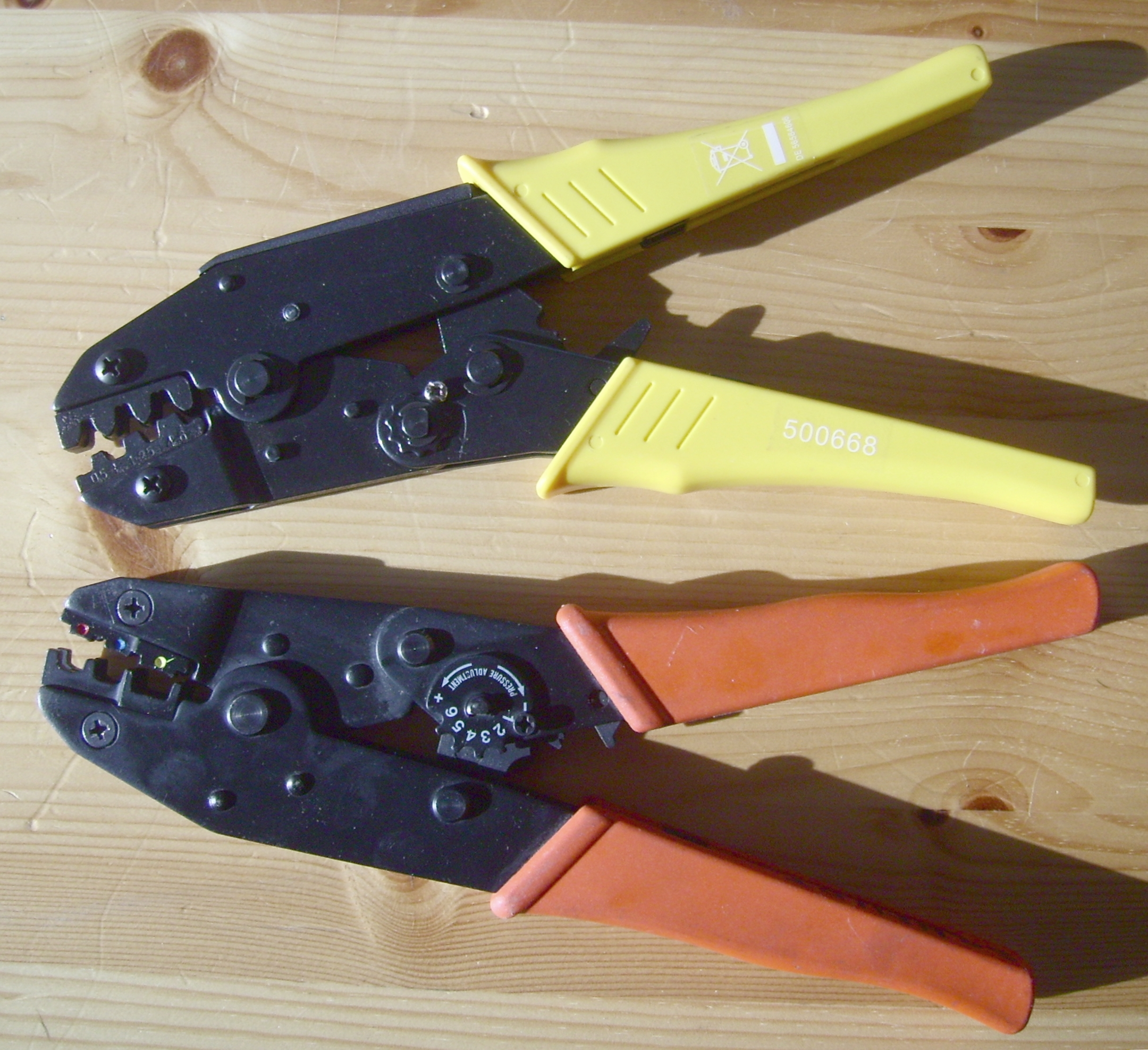
Twee krimptangen van gemiddelde kwaliteit voor kabelschoenmontage; boven voor niet-geïsoleerde kabelschoenen, onder voor geïsoleerde kabelschoenen (kleurcodering rood, blauw, geel)

Een kabelschoen is een veelgebruikt onderdeel in de elektrotechniek. Het is een connector om een kabel te verbinden met een vlak aansluitstuk, gewoonlijk een kopergeleider. De kabelschoen wordt gewoonlijk aan de kabel gekrompen. Een kwalitatief goede kabelschoen is gemaakt uit zuiver koper en heeft een zachte metallisatie om het elektrisch contact te verbeteren. Om geen extra opwarming te veroorzaken is de contactoppervlakte van de kabel naar de kabelschoen en van de kabelschoen naar de vlakke koper geleider enkele malen groter dan de doorsnede van de geleider.
De isolatiehuls van geïsoleerde kabelschoenen heeft een kleur die de doorsnede aangeeft.
Kleuren volgens DIN 46245:
- Rood voor doorsneden van 0,5 tot 1 mm2
- Blauw voor doorsneden van 1,5 tot 2,5 mm2
- Geel voor doorsneden van meer dan 4 tot 6 mm2

## Persingen
Afhankelijk van de toegepaste kabel zijn er een aantal verschillende persingen te herkennen, onder andere.:
- Zeskantpersing (zie afbeelding rechts)
- Doornpersing.

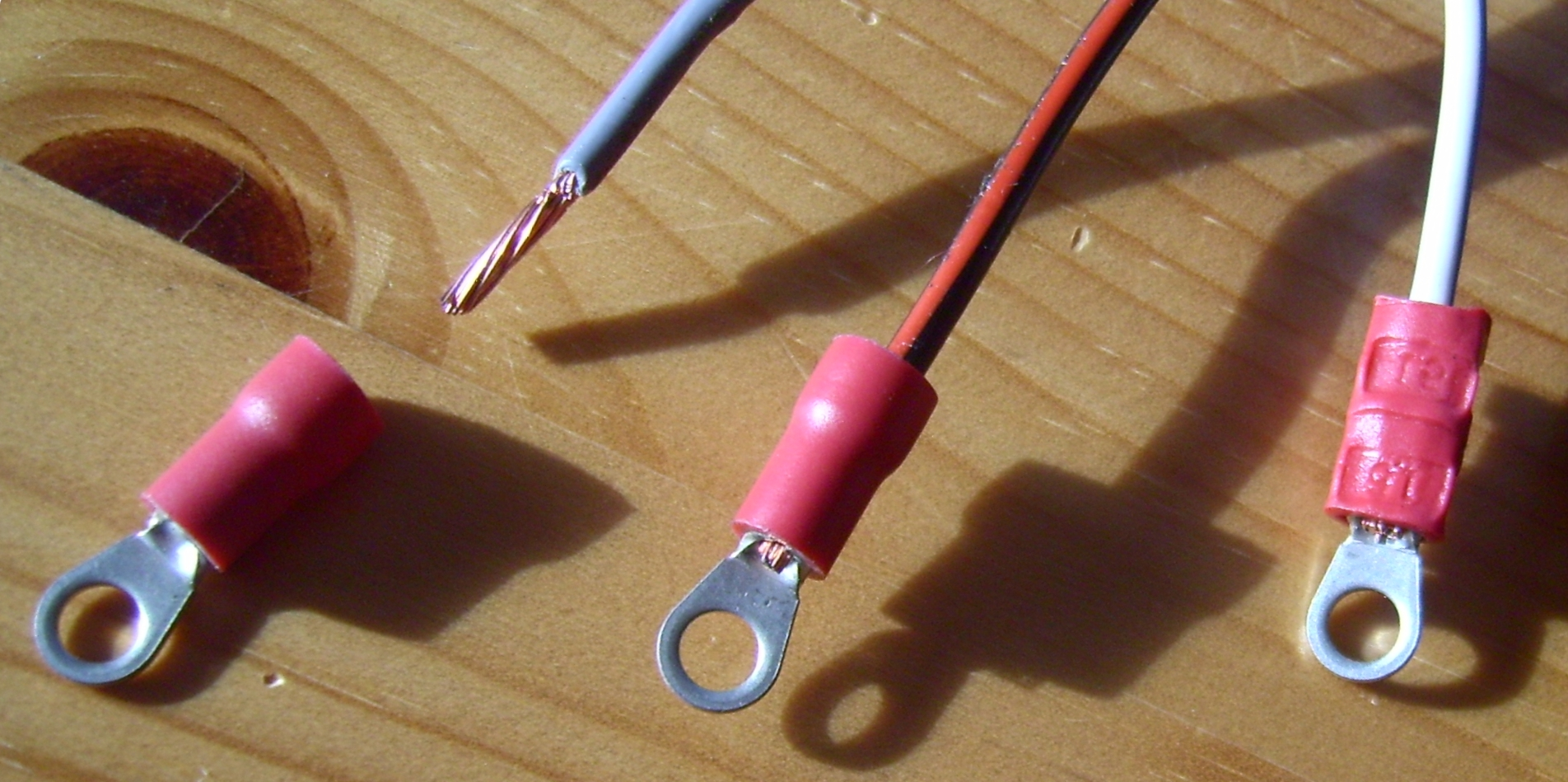
De drie stappen in het persproces
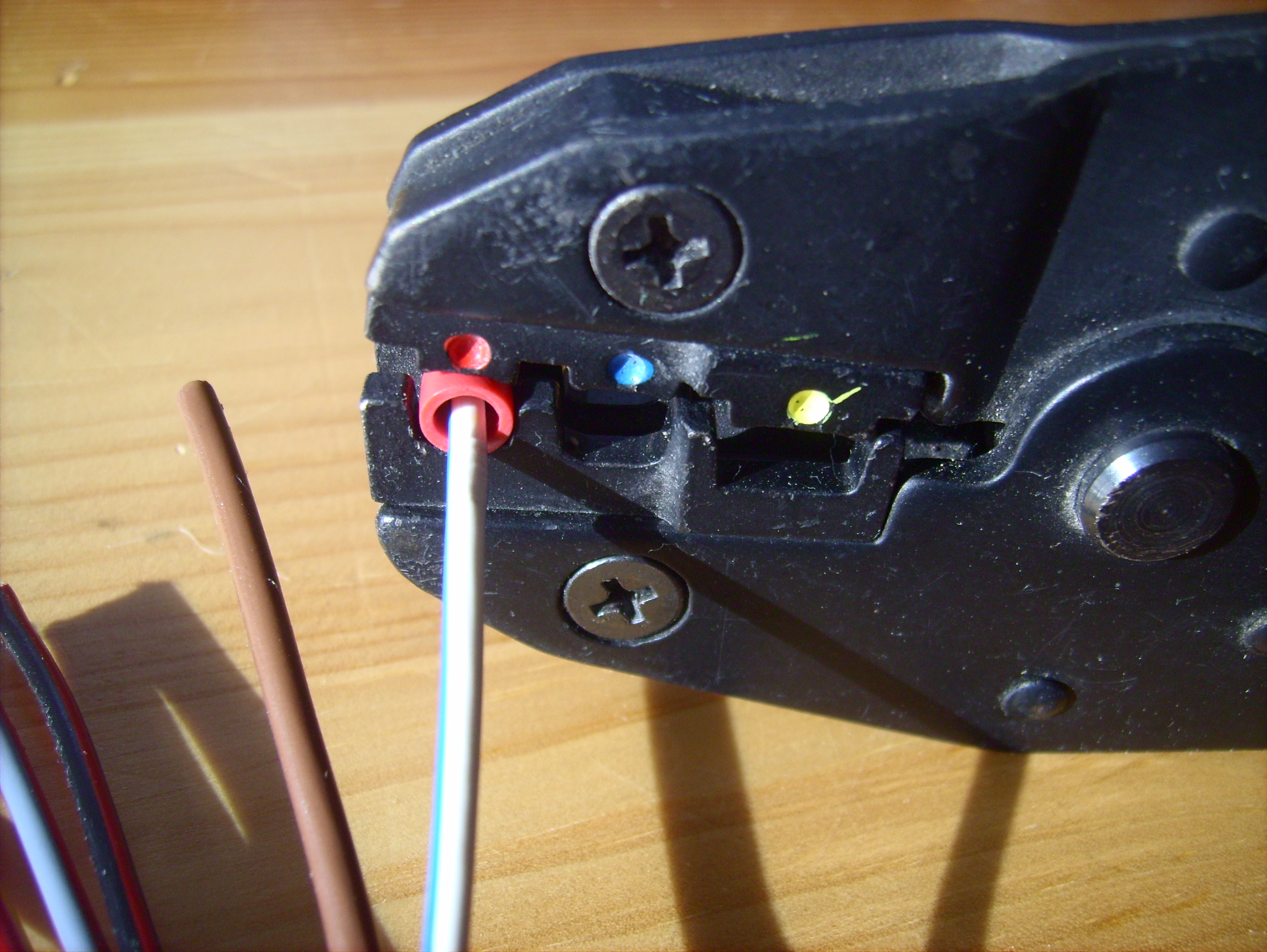
Een kabelschoen in een krimptang
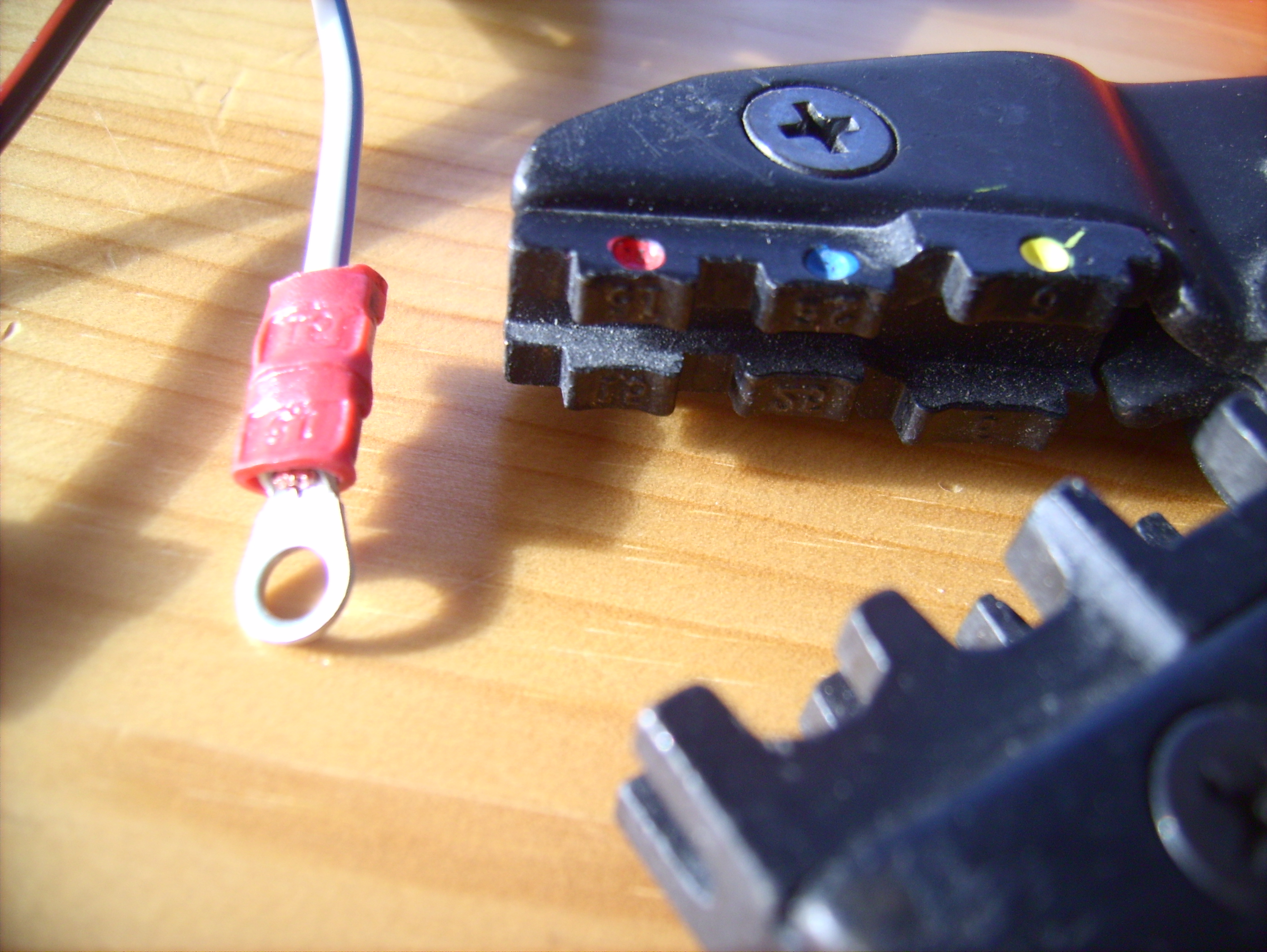
Een aangeperste kabelschoen met merkteken, en de tang met overeenkomstig merkteken
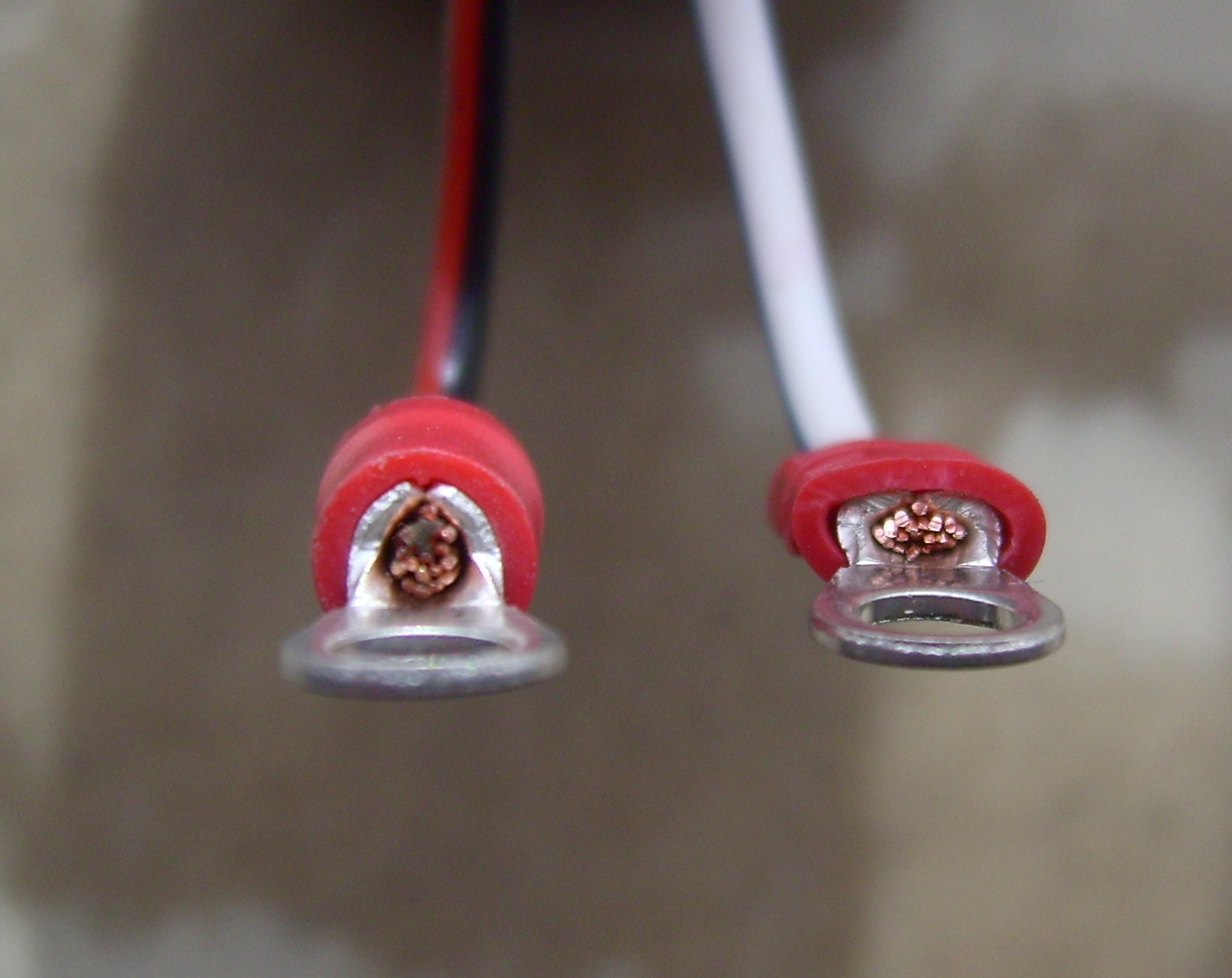
Twee kabelschoenen, voor (links) en na het krimpen (rechts)